# Sekai Holland
Sekai Holland là Bộ trưởng Zimbabwe về y tế, hòa giải và hội nhập quốc gia trong nội các của Tổng thống Robert Mugabe và Thủ tướng Morgan Tsvangirai. Sekai đã tham gia vào một số vấn đề nhân quyền, từ những người thổ dân Úc, chấm dứt hệ thống phân biệt chủng tộc ở Nam Phi, quyền của phụ nữ và dân chủ ở Zimbabwe. Cha bà, biên tập viên kiêm giáo viên-nhà văn, Masotsha Mike Hove (1914-2012), được bầu vào năm 1953 với tư cách là một đại diện đặc biệt cho Quốc hội Liên bang Trung Phi đầu tiên. Ông vinh dự là người châu Phi đầu tiên được phép được chỉ định một "nhân viên" theo các quy định liên quan đến Rhodesian Guild của nhà báo ở miền Nam Rhodesia.

## Giáo dục và sự nghiệp
Sekai Holland đến Úc với tư cách là một sinh viên, kết hôn với Jim Holland vào năm 1965, và tốt nghiệp Cử nhân Văn chương (Truyền thông) tại Đại học Công nghệ Sydney năm 1979. Năm 1980 Sekai và chồng cô, Jim Holland trở về Zimbabwe để trở thành một phần của dự án xây dựng quốc gia sau độc lập.
Trong những năm 1980 và 1990, Sekai đã hoàn thành bằng Thạc sĩ Khoa học (Báo chí Nông nghiệp) tại Đại học Wisconsin (Madison), và làm việc trong một số vai trò tình nguyện và trả tiền bao gồm:
- Giám đốc: Trung tâm Zimbabwe miễn phí Sydney, Úc 1971 - 1980
- Thành viên sáng lập Trung tâm Giải phóng Nam Phi, Sydney Australia 1971 - 1980
- Đại diện của Zimbabwe Liên minh châu Phi: Australasia, Đông Nam Á và Viễn Đông 1974 - 1976
- Thủ quỹ: Hiệp hội các câu lạc bộ phụ nữ 1980 - 1986
- Viện Truyền thông Đại chúng Zimbabwe (Harare): Điều phối viên, Nghiên cứu, Người sáng lập 1981
- Chủ tịch Quốc gia: Hiệp hội các câu lạc bộ phụ nữ (AWC) 1986 - 1999
- Giảng viên ngành Truyền thông: 1982 - 1987
- Tư vấn với Martinelli và cộng sự là nhà xã hội học cho dự án nước và vệ sinh ở Matebeleland South: 1987 - 1989
- Điều phối viên truyền thông: Đoàn đại biểu Liên minh châu Âu tại Zimbabwe: 1990 - 1991
- Nhà xã hội học cho Ngân hàng Đức trong dự án đập Swaziland cho Chính phủ Swaziland 1992
- Tư vấn: Hiệp hội các câu lạc bộ phụ nữ (AWC) 1999 - nay